# Kenneth Vargas
Kenneth Gerardo Vargas (San José, 17 aprile 2002) è un calciatore costaricano, attaccante degli Hearts e della nazionale costaricana.

## Biografia
È figlio dell'omonimo calciatore professionista Kenneth Vargas.

## Caratteristiche tecniche
È un attaccante centrale, che può coprire altresì il ruolo di ala sinistra.

## Carriera

### Club
Cresciuto nel vivaio dell'Herediano, viene ceduto in prestito al Municipal Grecia prima di esordire in prima squadra il 15 gennaio 2022, proprio contro il Municipal Grecia realizzando altresì il gol del definitivo 1-1. Il 7 agosto 2023 passa agli scozzesi dell'Heart of Midlothian in prestito annuale con opzione per il rinnovo. Realizza il suo primo gol con gli Hearts in occasione della partita di campionato vinta per 1-0 contro il Livingston. Il 26 marzo 2024 viene riscattato dal club britannico.

### Nazionale
Il 12 settembre 2023 esordisce in nazionale maggiore in amichevole contro gli Emirati Arabi Uniti, mentre il 17 novembre seguente gioca la sua prima partita in un torneo continentale, subentrando a Joel Campbell nell'incontro di Nations League contro Panama perso per 3-0.
Il 15 ottobre 2024 realizza il suo primo gol per il Costa Rica nel successo per 3-0 contro il Guatemala.

## Statistiche

### Presenze e reti nei club
Statistiche aggiornate al 21 novembre 2023.
| Stagione                | Squadra                 | Campionato              | Campionato | Campionato | Coppe nazionali | Coppe nazionali | Coppe nazionali | Coppe continentali | Coppe continentali | Coppe continentali | Altre coppe | Altre coppe | Altre coppe | Totale | Totale |
| Stagione                | Squadra                 | Comp                    | Pres       | Reti       | Comp            | Pres            | Reti            | Comp               | Pres               | Reti               | Comp        | Pres        | Reti        | Pres   | Reti   |
| ----------------------- | ----------------------- | ----------------------- | ---------- | ---------- | --------------- | --------------- | --------------- | ------------------ | ------------------ | ------------------ | ----------- | ----------- | ----------- | ------ | ------ |
| 2020-2021               | Municipal Grecia        | PD                      | 11         | 2          |                 | -               | -               |                    | -                  | -                  |             | -           | -           | 11     | 2      |
| lug.-nov. 2021          | Municipal Grecia        | PD                      | 17         | 3          |                 | -               | -               |                    | -                  | -                  |             | -           | -           | 17     | 3      |
| Totale Municipal Grecia | Totale Municipal Grecia | Totale Municipal Grecia | 28         | 5          |                 | -               | -               |                    | -                  | -                  |             | -           | -           | 28     | 5      |
| gen.-giu. 2022          | Herediano               | PD                      | 14         | 2          |                 | -               | -               |                    | -                  | -                  |             | -           | -           | 14     | 2      |
| 2022-2023               | Herediano               | PD                      | 35+6       | 10         | CCR             | 8               | 2               |                    | -                  | -                  | SCR         | 0           | 0           | 49     | 12     |
| ago. 2023               | Herediano               | PD                      | -          | -          | CCR             | -               | -               |                    | -                  | -                  | SCR         | 1           | 0           | 0      | 0      |
| Totale Herediano        | Totale Herediano        | Totale Herediano        | 55         | 12         |                 | 8               | 2               |                    | -                  | -                  |             | 1           | 0           | 64     | 15     |
| 2023-2024               | Hearts                  | SP                      | 33         | 6          | SC+SLC          | 4+3             | 3+0             | UEC                | 2                  | 0                  |             | -           | -           | 42     | 9      |
| Totale carriera         | Totale carriera         | Totale carriera         | 116        | 23         |                 | 15              | 5               |                    | 2                  | 0                  |             | 1           | 0           | 134    | 28     |

### Cronologia presenze e reti in nazionale
| Cronologia completa delle presenze e delle reti in nazionale ― Costa Rica | Cronologia completa delle presenze e delle reti in nazionale ― Costa Rica | Cronologia completa delle presenze e delle reti in nazionale ― Costa Rica | Cronologia completa delle presenze e delle reti in nazionale ― Costa Rica | Cronologia completa delle presenze e delle reti in nazionale ― Costa Rica | Cronologia completa delle presenze e delle reti in nazionale ― Costa Rica | Cronologia completa delle presenze e delle reti in nazionale ― Costa Rica | Cronologia completa delle presenze e delle reti in nazionale ― Costa Rica |
| Data                                                                      | Città                                                                     | In casa                                                                   | Risultato                                                                 | Ospiti                                                                    | Competizione                                                              | Reti                                                                      | Note                                                                      |
| ------------------------------------------------------------------------- | ------------------------------------------------------------------------- | ------------------------------------------------------------------------- | ------------------------------------------------------------------------- | ------------------------------------------------------------------------- | ------------------------------------------------------------------------- | ------------------------------------------------------------------------- | ------------------------------------------------------------------------- |
| 12-9-2023                                                                 | Zagabria                                                                  | Emirati Arabi Uniti                                                       | 4 – 1                                                                     | Costa Rica                                                                | Amichevole                                                                | -                                                                         | 74’                                                                       |
| 16-11-2023                                                                | San Juan                                                                  | Costa Rica                                                                | 0 – 3                                                                     | Panama                                                                    | CONCACAF Nations League 2023-2024 - Quarti di finale                      | -                                                                         | 75’                                                                       |
| 20-11-2023                                                                | Panama                                                                    | Panama                                                                    | 3 – 1                                                                     | Costa Rica                                                                | CONCACAF Nations League 2023-2024 - Quarti di finale                      | -                                                                         | 74’                                                                       |
| 23-3-2024                                                                 | Frisco                                                                    | Costa Rica                                                                | 3 – 1                                                                     | Honduras                                                                  | CONCACAF Nations League 2023-2024 - Play-off                              | -                                                                         | 87’                                                                       |
| 31-5-2024                                                                 | San José                                                                  | Costa Rica                                                                | 0 – 0                                                                     | Uruguay                                                                   | Amichevole                                                                | -                                                                         | 79’                                                                       |
| 9-6-2024                                                                  | Saint George's                                                            | Grenada                                                                   | 0 – 3                                                                     | Costa Rica                                                                | Qual. Mondiali 2026                                                       | -                                                                         | 74’                                                                       |
| 11-10-2024                                                                | Paramaribo                                                                | Suriname                                                                  | 1 – 1                                                                     | Costa Rica                                                                | CONCACAF Nations League 2024-2025 - 1º turno                              | -                                                                         | 71’                                                                       |
| 15-10-2024                                                                | San José                                                                  | Costa Rica                                                                | 3 – 0                                                                     | Guatemala                                                                 | CONCACAF Nations League 2024-2025 - 1º turno                              | 1                                                                         |                                                                           |
| 14-11-2024                                                                | San José                                                                  | Costa Rica                                                                | 0 – 1                                                                     | Panama                                                                    | CONCACAF Nations League 2024-2025 - Quarti di finale                      | -                                                                         | 75’                                                                       |
| 18-11-2024                                                                | Panama                                                                    | Panama                                                                    | 2 – 2                                                                     | Costa Rica                                                                | CONCACAF Nations League 2024-2025 - Quarti di finale                      | -                                                                         |                                                                           |
| 21-3-2025                                                                 | Belmopan                                                                  | Belize                                                                    | 0 – 7                                                                     | Costa Rica                                                                | Qual. Gold Cup 2025                                                       | 1                                                                         | 68’                                                                       |
| 25-3-2025                                                                 | San José                                                                  | Costa Rica                                                                | 6 – 1                                                                     | Belize                                                                    | Qual. Gold Cup 2025                                                       | -                                                                         | 46’                                                                       |
| 10-6-2025                                                                 | San José                                                                  | Costa Rica                                                                | 2 – 1                                                                     | Trinidad e Tobago                                                         | Qual. Mondiali 2026                                                       | -                                                                         | 86’                                                                       |
| 15-6-2025                                                                 | San Diego                                                                 | Costa Rica                                                                | 4 – 3                                                                     | Suriname                                                                  | Gold Cup 2025 - 1° turno                                                  | -                                                                         | 66’                                                                       |
| 18-6-2025                                                                 | Arlington                                                                 | Costa Rica                                                                | 2 – 1                                                                     | Rep. Dominicana                                                           | Gold Cup 2025 - 1° turno                                                  | -                                                                         | 80’ 90+4’                                                                 |
| 22-6-2025                                                                 | Paradise                                                                  | Messico                                                                   | 0 – 0                                                                     | Costa Rica                                                                | Gold Cup 2025 - 1° turno                                                  | -                                                                         | 88’                                                                       |
| 29-6-2025                                                                 | Minneapolis                                                               | Stati Uniti                                                               | 2 – 2 (4 – 3 dtr)                                                         | Costa Rica                                                                | Gold Cup 2025 - Quarti di finale                                          | -                                                                         | 38’ 58’                                                                   |
| Totale                                                                    |                                                                           | Presenze                                                                  | 17                                                                        |                                                                           | Reti                                                                      | 2                                                                         |                                                                           |

## Palmarès

### Club

#### Competizioni nazionali
- Supercoppa di Costa Rica: 1

Herediano: 2022